# Європейська південноафриканська програма розвитку науки і технологій
Європейська південноафриканська програма розвитку науки і технологій (ESASTAP) сприяє співробітництву в галузі досліджень і розробок між Південною Африкою та Європейським Союзом. Його офіси розташовані в кампусі CSIR в Преторії, Південна Африка, і Брюсселі, Бельгія.

## Історія
Програма розвивалася ітераційно, адаптуючись до мінливих відносин і прогресу в галузі технологій в контексті SA-EU.
| Назва ітерації           | Період         | Основні цілі | Подальше читання                             |
| ------------------------ | -------------- | --- | -------------------------------------------- |
| ESASTAP FP6 (BILAT)      | 2005-2007 рр   | Підвищення обізнаності щодо РП7 та інших можливостей фінансування ЄС                                                        |                                              |
| ESASTAP 2 FP7 (BILAT)    | 2008-2012 роки | Підвищення обізнаності щодо РП7 та взаємодія з виявленими потребами та проблемами, що випливають із JSTCC та інших діалогів |                                              |
| SAccess FP7 (Access4EU)  | 2010-2013 роки | Підвищення обізнаності про можливості фінансування SA в Європі                                                              |                                              |
| ESASTAP Plus FP7 (BILAT) | 2012-2015 роки | Підтримка поглиблення науково-технічної співпраці з особливим акцентом на інновації                                         |                                              |
| ESASTAP 2020             | 2016-2019 роки | H2020 Horizon 2020 — восьма рамкова програма фінансування досліджень, технологічного розвитку та інновацій.                 | Участь Південної Африки в півріччі 2020 року |
| ESASTAP                  | 2021 року      | |                                              |

## Фінансування
Основними джерелами фінансування ESASTAP є Європейська комісія через Сьому рамкову програму та Департамент науки та інновацій Південної Африки.
У 2020/2021 фінансовому році департамент отримав офіційну допомогу розвитку (ODA) від Європейського Союзу в розмірі 5 000 000 рупій протягом трирічного періоду, призначену для проектів і заходів ESASTAP.

### Інші Білат (і) супутні проєкти
- Список усіх поточних проектів BILAT
- ABEST/A-EU: Аргентинське бюро посилення співпраці з Європейським співтовариством у сфері науки, технологій та інновацій
- BB. Bice: Бразильське бюро з посилення міжнародного співробітництва з Європейським Союзом
- ERA-Can: Європейський дослідницький простір і Канада
- CHIEP: Посилення чилійського європейського науково-технічного партнерства
- BILAT SILK: Двостороння підтримка міжнародних зв'язків з Китаєм
- EUINEC: Європейський Союз та Індія розширили рамки співпраці для покращення двостороннього діалогу в галузях науки та технологій
- J-BILAT: BILAT в Японії
- ERA-Link/Японія: мережа європейських дослідників у Японії
- KESTCAP: Програма розвитку науково-технічного співробітництва між Кореєю та ЄС
- UEMEXCyT: Бюро європейського та мексиканського науково-технічного співробітництва
- M2ERA: Марокко до ERA
- FRENZ: Сприяння дослідницькій співпраці між Європою та Новою Зеландією
- BILAT-RUS: Посилення двостороннього науково-технічного партнерства з Російською Федерацією
- ETC: Європейське туніське співробітництво
- BILAT-USA: Двостороння координація для посилення та розвитку науково-технічного партнерства між Європейським Союзом та Сполученими Штатами Америки